# Arcacythere
Arcacythere is een geslacht van kreeftachtigen uit de klasse van de Ostracoda (mosselkreeftjes).

## Soorten
- Arcacythere aurani Babinot & Colin, 1993 †
- Arcacythere chapmani Hornibrook, 1952
- Arcacythere enigmatica (Whatley, Frame & Whittaker, 1978) Ayress, 1991 †
- Arcacythere eocenica (Whatley, Uffenorde, Harlow, Downing & Kesler, 1982) Ayress, 1991 †
- Arcacythere inceptiocelata (Whatley, Uffenorde, Harlow, Downing & Kesler, 1982) Ayress, 1991 †
- Arcacythere jongkuei (Hu & Tao, 2008)
- Arcacythere vscripta (Whatley, Uffenorde, Harlow, Downing & Kesler, 1982) Ayress, 1991 †
- Arcacythere woutersi (Whatley, Uffenorde, Harlow, Downing & Kesler, 1982) Ayress, 1991 †